# Odwrócone Cappelletti
Odwrócone Cappelletti (ang. "reverse Cappelletti" lub "modified Cappelletti") – brydżowa konwencja licytacyjna, jedna z wielu form obrony po otwarciu przeciwnika 1BA, modyfikacja konwencji Cappelletti.  Wejścia według tej konwencji wyglądają następująco:
```
Kontra Siłowa
2♣     Dwukolorówka z przynajmniej jednym kolorem starszym
2
♦
     Jednokolorówka, naturalne
2
♥
/2♠  Jednokolorówka, naturalne
2BA    Oba kolory młodsze
```

Po 2♣, odzywki kolorowe odpowiadającego są do koloru, a 2BA jest relayem pytającym o kolory partnera.